# Sottocapomanipolo
Sottocapomanipolo era un grado della Milizia Volontaria per la Sicurezza Nazionale, corrispondente al sottotenente del Regio Esercito, della Regia Aeronautica e dell'Arma dei Carabinieri, e al guardiamarina della Regia Marina.

Distintivo di grado per sottocapomanipolo

Nel 1944, a seguito della proclamazione della Repubblica Sociale Italiana, il Partito Fascista Repubblicano (P.F.R.) si trasformò in organismo di tipo militare costituendo il "Corpo Ausiliario delle Squadre d'Azione delle Camicie Nere", organizzato su base provinciale nelle Brigate Nere, identificando formalmente i suoi iscritti con il termine "camicie nere" (D. Lgs. n. 446/1944-XXII della R.S.I.).
Il grado era il più basso tra gli ufficiali della Milizia Volontaria per la Sicurezza Nazionale; il grado superiore era capomanipolo. Durante il periodo fascista, il manipolo era più piccolo dei reparti della Milizia, corrispondente al plotone del Regio Esercito ed era comandato da un capomanipolo.
Nella Repubblica Sociale Italiana, nella Guardia Nazionale Repubblicana e nel Corpo Ausiliario delle Squadre d'Azione delle Camicie Nere la denominazione del grado era sottotenente, come nell'Esercito Nazionale Repubblicano.